# Parachela maculicauda
Parachela maculicauda är en fiskart som först beskrevs av Smith, 1934.  Parachela maculicauda ingår i släktet Parachela och familjen karpfiskar. IUCN kategoriserar arten globalt som livskraftig. Inga underarter finns listade i Catalogue of Life.